# Ramsey Glacier
Ramsey Glacier är en glaciär i Antarktis. Den ligger i Östantarktis. Nya Zeeland gör anspråk på området. Ramsey Glacier ligger 537 meter över havet.
Terrängen runt Ramsey Glacier är kuperad åt sydväst, men åt nordost är den platt. Trakten är obefolkad. Det finns inga samhällen i närheten.